# Nassfestmittel
Nassfestmittel, auch Nassfestigkeitsmittel sind Chemikalien, die in der Herstellung von Hygienepapier wie Taschentücher und Küchenrollen verwendet werden. Diese Chemikalien, meist Melamin-, Glyoxal- oder Polyamid-Epichlorhydrin-Harzen (PAE), sorgen dafür, dass das Papier im feuchten Zustand nicht sofort zerfällt. Auch in vielen Teebeuteln werden Nassfestmittel verwendet, damit sie beim Ziehen im Wasser nicht auseinanderfallen.